# Lepidochrysops gydoae
Lepidochrysops gydoae är en fjärilsart som beskrevs av Dickson 1986. Lepidochrysops gydoae ingår i släktet Lepidochrysops och familjen juvelvingar. Inga underarter finns listade i Catalogue of Life.